# Wir Bergler in den Bergen sind eigentlich nicht schuld, dass wir da sind
Wir Bergler in den Bergen sind eigentlich nicht schuld, dass wir da sind ist ein Dokumentarfilm des Schweizer Filmemachers Fredi M. Murer aus dem Jahr 1974.

## Inhalt
Der Dokumentarfilm richtet einen ethnografischen Blick auf drei Alpentäler im Kanton Uri: das Göschenertal, das Schächental und das Maderanertal. Murer portraitiert einzelne Menschen und Familien, deren Lebenswelten sich im Spannungsfeld zwischen (landwirtschaftlicher) Tradition und den Fortschritten der zweiten Hälfte des 20. Jahrhunderts befinden. Die Menschen kommen dabei selbst zu Wort, erzählen von ihrem Alltag, über Verkehr, Tourismus und Industrialisierung, über Alpwirtschaft und Gemeinschaft in den teils abgelegenen Bergtälern. Eine kommentierende Stimme kommt im Film nicht vor.

## Hintergründe
Ende der 1960er Jahre lebte Murer in London, wo er eine Dokumentation über eine Inuit-Siedlung in Alaska vorbereitete. Als sein in  Bristen lebender Vater Anfang der 1970er Jahre verstarb, kehrte Murer in das Bergdorf zurück. Dort fand er eine Gesellschaft vor, die ihm ähnlich der Inuit schien: archaisch und naturverbunden. Murer entschloss sich kurzerhand, anstatt eines Films über die Inuit, einen über die Urner Bergbauern zu drehen.
Als Murer 1973–1974 den Dokumentarfilm realisierte, zeichnete er in Hinblick auf die bevorstehenden Dreharbeiten zahlreiche Erzählungen, Gespräche und Umgebungsgeräusche auf. Er führte themenbezogene Interviews mit Bergbäuerinnen und Bergbauern sowie verschiedenen Urner Persönlichkeiten. Weitere Tonaufzeichnungen entstanden während den Filmarbeiten. Die Aufnahmen füllen rund 160 Magnet-Tonbänder, im fertigen Film fand nur ein Bruchteil davon Verwendung.